# Śląski Uniwersytet Medyczny w Katowicach

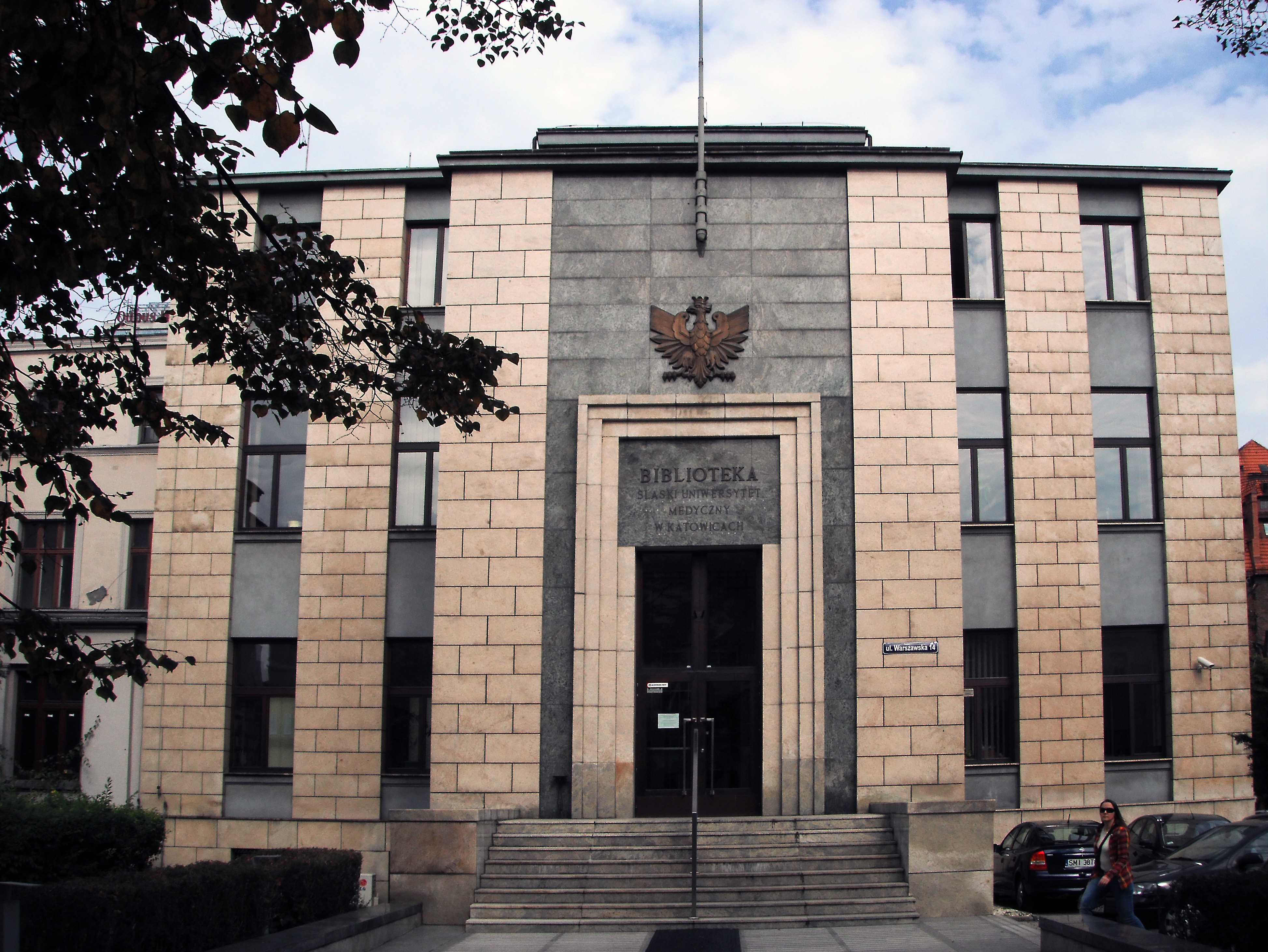
Biblioteka Główna Śląskiego Uniwersytetu Medycznego w Katowicach
przy ul. Warszawskiej 14 (2014)

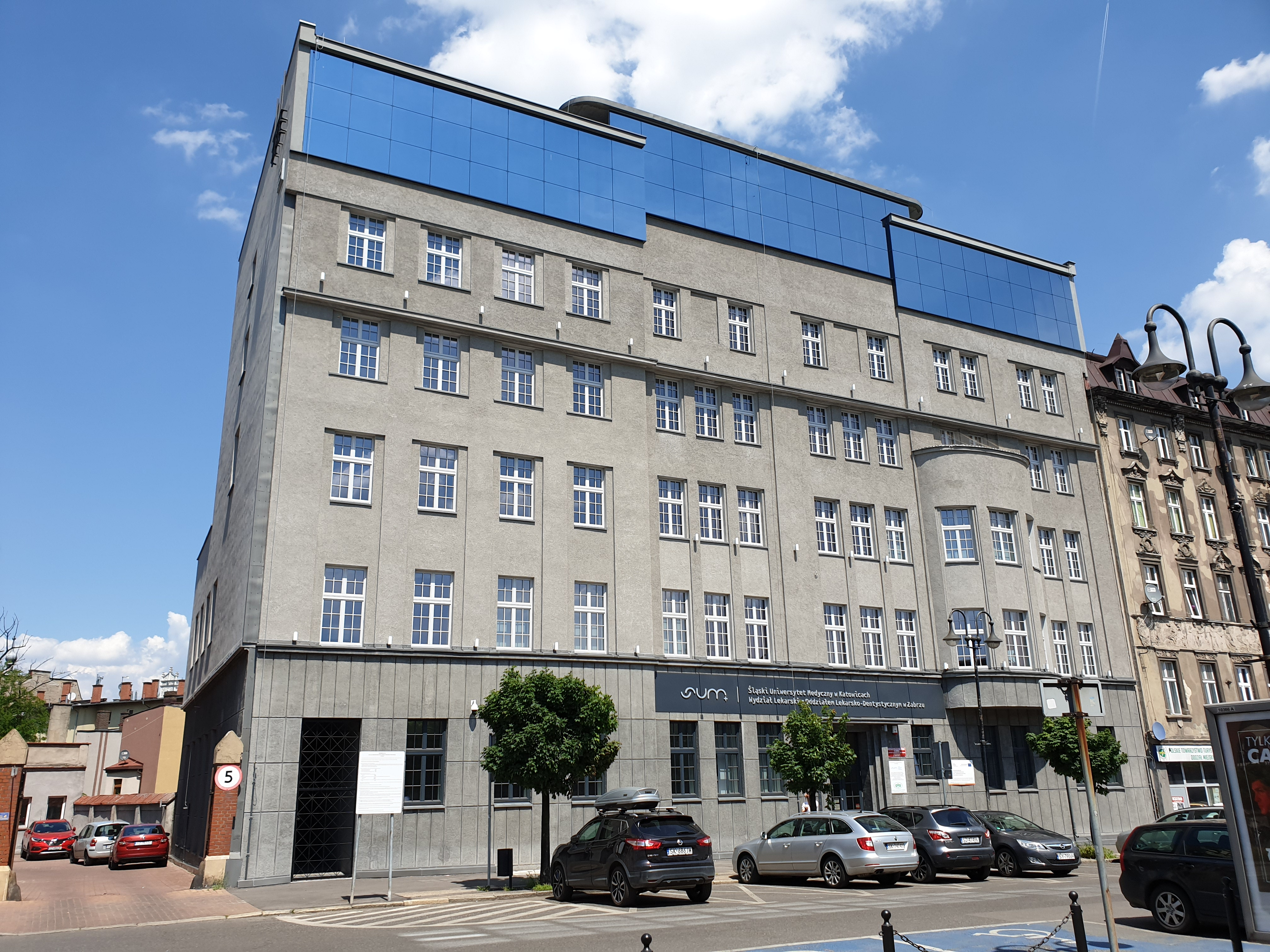
Centrum Symulacji Medycznej w Zabrzu na pl. Dworcowym 3 (2019)

Śląski Uniwersytet Medyczny w Katowicach (ang. Medical University of Silesia; łac. Universitas Medica Silesiensis) – publiczna szkoła wyższa o profilu medycznym, kształcąca lekarzy różnych specjalności oraz szeroko pojętego personelu medycznego (farmaceutów, pielęgniarki, położne, fizjoterapeutów, menedżerów ochrony zdrowia i in.), prowadząca działalność dydaktyczną, naukową i kliniczną.

## Historia
W kwietniu 1946 powstał Komitet Organizacyjny Śląskiej Akademii Lekarskiej. Analizowano wówczas możliwość współpracy z naukowcami Polskiego Wydziału Lekarskiego na Uniwersytecie w Edynburgu. Owa idea nie spotkała się z przychylnością dysputantów, stąd też zadecydowano stworzyć akademię na podstawie polskiej kadry profesorskiej. Obowiązki organizatorskie powierzono prof. zw. dr hab. n. med. Brunonowi Antoniemu Nowakowskiemu, byłemu wykładowcy higieny na Polskim Wydziale Lekarskim w Edynburgu. Uczelnia ostatecznie została utworzona na bazie kadry zamieszkałej w kraju jako Akademia Lekarska w Bytomiu, rozporządzeniem Rady Ministrów z 20 marca 1948 (weszło w życie 22 kwietnia 1948). Pierwszym rektorem akademii, mającej wówczas główną siedzibę w Rokitnicy koło Bytomia, został 15 czerwca 1948 jej organizator prof. Brunon Nowakowski.
Na Wydziale Nauk Farmaceutycznych w Sosnowcu (ul. Ostrogórska 30) otwarto 12 grudnia 2018 Muzeum Medycyny i Farmacji Śląskiego Uniwersytetu Medycznego w Katowicach, w którym zaprezentowano kolekcje pamiątek, zbieranych od 2013.

### Światowe rankingi uczelni
Śląski Uniwersytet Medyczny w latach 2017–2020 jako jedyny w województwie śląskim znalazł się w chińskim Academic Ranking of World Universities (tzw. Lista Szanghajska), notującym 1000 najlepszych uczelni na świecie:
- 2017 – miejsca 4–6 w Polsce i 701–800 na świecie
- 2018 – miejsce 7 w Polsce i 801–900 na świecie
- 2019 – miejsca 7–9 w Polsce i 900–1000 na świecie
- 2020 – miejsca 7–8 w Polsce i 900–1000 na świecie

W hiszpańskim Webometrics Ranking of World Universities z lipca 2021 uniwersytet zajął 32. miejsce w Polsce i 1864 na świecie spośród wszystkich typów uczelni.

### Zmiany nazwy uczelni[9]
- Akademia Lekarska w Bytomiu (od 22 kwietnia 1948)[5]
- Śląska Akademia Lekarska im. Ludwika Waryńskiego (od 15 listopada 1949)
- Śląska Akademia Medyczna im. Ludwika Waryńskiego (od 23 marca 1950)
- Śląska Akademia Medyczna im. Ludwika Waryńskiego w Katowicach (od 15 września 1971)
- Śląski Uniwersytet Medyczny w Katowicach (od 20 czerwca 2007)

### Rektorzy[10]
1. 1948–1951 – prof. zw. dr hab. n. med. Brunon Antoni Nowakowski (1890–1966)
2. 1951–1953 – prof. zw. dr hab. n. med. Tadeusz Ludwik Chorążak (1901–1977)
3. 1953–1954 – prof. zw. dr hab. n. med. Stefan Ślopek (1914–1995)
4. 1954–1957 – prof. dr hab. n. med. Marian Mieczysław Garlicki (1908–2002)
5. 1957–1962 – prof. zw. dr hab. n. med. Witold Władysław Zahorski (1908–1995)
6. 1962–1971 – prof. zw. dr hab. n. med. Witold Adam Niepołomski (1916–2006)
7. 1971–1980 – prof. nadzw. dr hab. n. med. Józef Jan Jonek (1928–2000)
8. 1980–1982 – prof. zw. dr hab. n. med. Zbigniew Stanisław Herman (1935–2010)
9. 1982–1984 – prof. zw. dr hab. n. med. Franciszek Kokot (1929–2021)
10. 1984–1988 – prof. zw. dr hab. n. med. Mieczysław Luciak(inne języki) (1928–2002)
11. 1988–1990 – prof. nadzw. dr hab. n. med. Marcin Walerian Kamiński (ur. 1941)
12. 1990–1996 – prof. dr hab. n. med. Władysław Pierzchała (ur. 1944)
13. 1996–1999 – prof. dr hab. n. med. Zbigniew Religa (1938–2009)
14. 1999–2005 – prof. zw. dr hab. n. przyr. Tadeusz Wilczok (1934–2015)
15. 2005–2012 – prof. dr hab. n. med. Ewa Małecka-Tendera (ur. 1949) (od 2007 Rektor SUM)
16. 2012–2020 – prof. dr hab. n. med. Przemysław Jałowiecki (1954–2023)
17. od 2020 – prof. dr hab. n. med. Tomasz Szczepański

### Doktorzy honoris causa
- Doktorzy honoris causa Śląskiego Uniwersytetu Medycznego w Katowicach

## Władze Uniwersytetu (kadencja 2020–2024)[11]
- Rektor – prof. dr hab. n. med. Tomasz Szczepański
- Prorektor ds. nauki i współpracy międzynarodowej – prof. dr hab. n. med. Katarzyna Mizia-Stec
- Prorektor ds. studiów i studentów – prof. dr hab. n. med. Jerzy Stojko(inne języki)
- Prorektor ds. kształcenia podyplomowego i promocji uczelni – dr hab. n. med. Oskar Kowalski(inne języki), prof. SUM
- Prorektor ds. klinicznych – dr hab. n. med. Damian Czyżewski, prof. nadzw. SUM
- Prorektor ds. rozwoju i transferu technologii – prof. dr hab. n. med. Edward Wylęgała

## Struktura organizacyjna

### Wydziały i kierunki kształcenia[12]
Uczelnia daje możliwość podjęcia studiów na 24 (w tym 6 anglojęzycznych) kierunkach medycznych (2021) na poziomie lekarskim, jak również licencjackim i magisterskim prowadzonych w ramach pięciu wydziałów. Ponadto prowadzi liczne kierunki studiów podyplomowych i kursów specjalizacyjnych oraz Szkołę Doktorską z kolegiami na poszczególnych wydziałach.

#### Wydział Nauk Medycznych w Zabrzu
dziekan: prof. dr hab. n. med. Alicja Grzanka
- Lekarski
- Lekarsko-dentystyczny (w języku polskim)
- Lekarsko-dentystyczny (w języku angielskim)
- Ratownictwo medyczne

#### Wydział Nauk Medycznych w Katowicach
dziekan: prof. dr hab. n. med. Tomasz Francuz
- Lekarski (w języku polskim)
- Lekarski (w języku angielskim)
- Neurobiologia

#### Wydział Nauk Farmaceutycznych w Sosnowcu
dziekan: dr hab. n. med. Robert Wojtyczka
- Analityka medyczna
- Biotechnologia medyczna (w języku polskim)
- Biotechnologia medyczna (w języku angielskim)
- Farmacja (w języku polskim)
- Farmacja (w języku angielskim)
- Kosmetologia

#### Wydział Nauk o Zdrowiu w Katowicach
dziekan: prof. dr hab. n. med. Agnieszka Drosdzol-Cop
- Coaching medyczny
- Elektroradiologia
- Fizjoterapia (w języku polskim)
- Fizjoterapia (w języku angielskim)
- Pielęgniarstwo (w języku polskim)
- Pielęgniarstwo (w języku angielskim)
- Położnictwo (w języku polskim)
- Położnictwo (w języku angielskim)

#### Wydział Zdrowia Publicznego w Bytomiu
dziekan: dr hab. n. med. Sebastian Grosicki, prof. SUM
- Dietetyka
- Zarządzanie ryzykiem zdrowotnym
- Zdrowie publiczne

#### Filia wBielsku-Białej
dziekan: prof. dr hab. n. med. i n. o zdr. Jolanta Zalejska-Fiolka

### Jednostki ogólnouczelniane[13]
- Biblioteka
- Archiwum Uczelni
- Wydawnictwo Uczelni
- Centrum Transferu Technologii
- Centrum Kształcenia Zdalnego i Analiz Efektów Edukacyjnych
- Studium Języków Obcych[14]

## Odznaczenia
- 21 lipca 1976 Rada Państwa nadała Śląskiej Akademii Medycznej Order Sztandaru Pracy II klasy[15]
- Odznaka „Zasłużony dla Miasta Sosnowca” (2018)[16]

## Ciekawostki
10 grudnia 1987 prof. Marian Pardela z lekarzami Kliniki Chirurgii Ogólnej i Naczyń w Zabrzu wykonał drugą w Polsce operację przeszczepu wątroby u osoby dorosłej (pacjent przeżył 8 dni).
W marcu 2013 prof. Andrzej Paradysz z lekarzami Kliniki Urologii w Zabrzu wykonał pierwszą w Polsce operację wszczepienia hydraulicznej, trzyczęściowej protezy penisa pacjentowi z zaburzeniami erekcji.